# ألفرد فيلتون
ألفرد فيلتون (بالإنجليزية: Alfred Felton)‏ هو شخصية أعمال أسترالي، ولد في 8 نوفمبر 1831، وتوفي في 8 يناير 1904.